# Cadfan
Cadfan (latin Catamanus, anglais Gideon) (v. 530 - v. 590) est un religieux, fondateur de plusieurs monastères. Il est parfois appelé Cadfan de Galles, Catamanu ou Catman. 

## Vie
Fils d'Eneas Ledewig, un noble breton et de Gwen Teirbron, fille de Budic II, roi de Bretagne,. Il semble très tôt orienté vers la voie religieuse, sans doute par son demi-frère Winwaloe (Guénolé). Il fonde plusieurs lieux de culte, d'abord dans le Finistère et les Côtes-d'Armor, puis, à la tête d'une petite troupe de fidèles, dont son cousin Tydecho ; puis il part pour l'ouest du pays de Galles.
Après avoir fondé un monastère à Tywyn, dans le Merionethshire, il part s'installer sur l'île de Bardsey, dans le Gwynned, pour y vivre une vie de reclus. Ce monastère devient un lieu de pèlerinage renommé.
Il meurt un 1er novembre, vers 590, après s'être confessé auprès de saint Hywyn, qui vit à Aberdaron, tout à côté de l'île de Bardsey. Son successeur au titre d'abbé de Bardsey est Lleuddad. Plusieurs siècles après la mort de l'abbé, la dépouille de Cadfan est transférée à la cathédrale de Llandaf. Il laisse son nom dans plusieurs toponymies locales comme à Llangadfan (Banwy).

## Liens
- Notices dans des dictionnaires ou encyclopédies généralistes :   - Dictionary of Welsh Biography
  - Oxford Dictionary of National Biography